# Croix-Moligneaux
Pour les articles homonymes, voir Croix (homonymie).
Croix-Moligneaux est une commune française située dans le département de la Somme, en région Hauts-de-France.

## Géographie

### Localisation

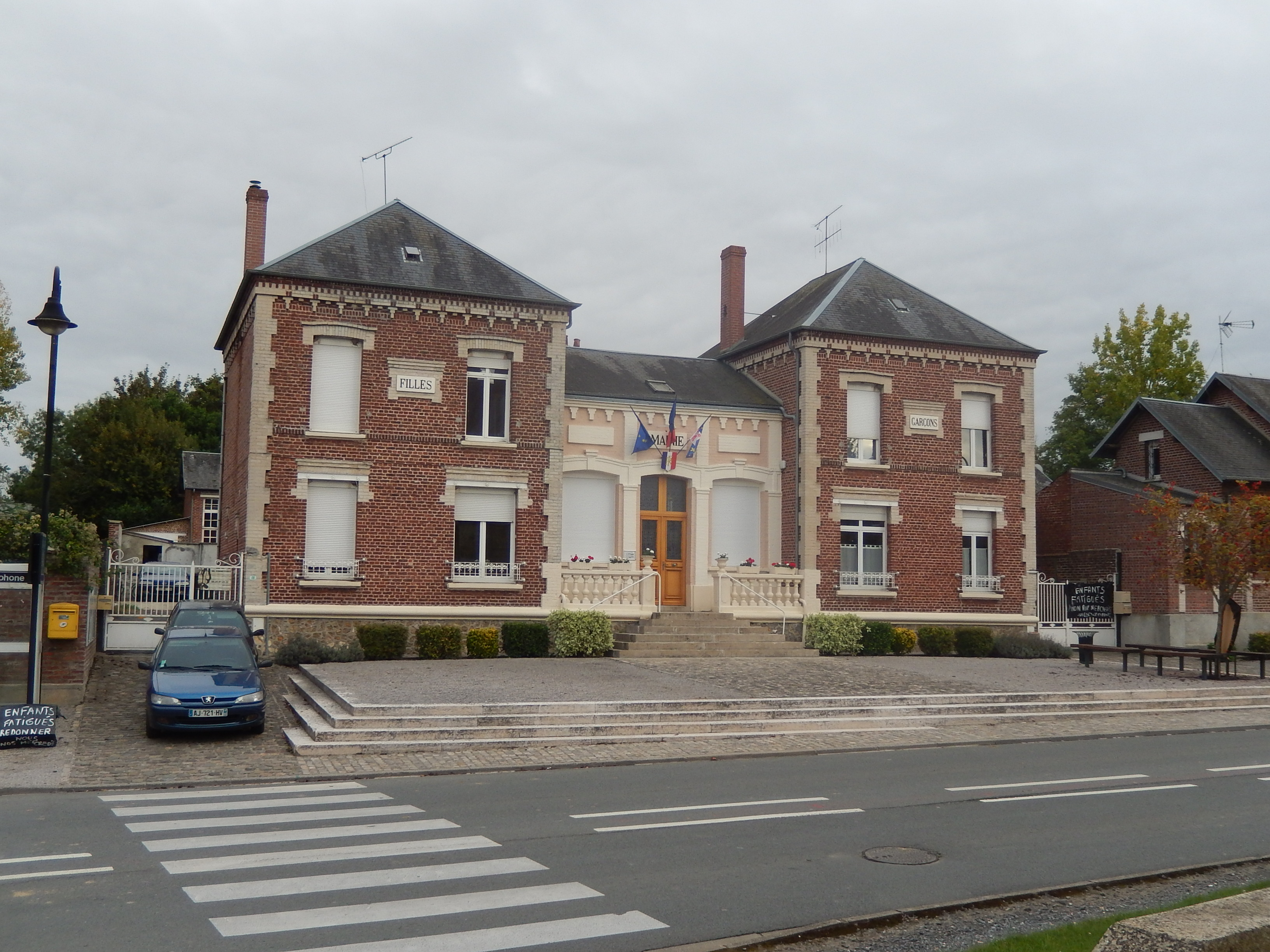
Mairie-école de Croix-Moligneaux.

Croix-Moligneaux est un village rural picard de plateau du pays Santerre Haute-Somme, proche de la vallée de la Somme (à Villecourt) et de la vallée de l'Omignon (à Athies).
La commune est située à 9 km de Ham, 15 km de Péronne, 25 km de Saint-Quentin, 50 km d'Amiens.
Elle est accessible par l'autoroute A29 (Amiens - Saint-Quentin), sortie Athies. La localité est traversée par l'ex-RN 337 (actuelle RD 937).

### Hydrographie
La commune est située dans le bassin Artois-Picardie. Elle n'est drainée par aucun cours d'eau.

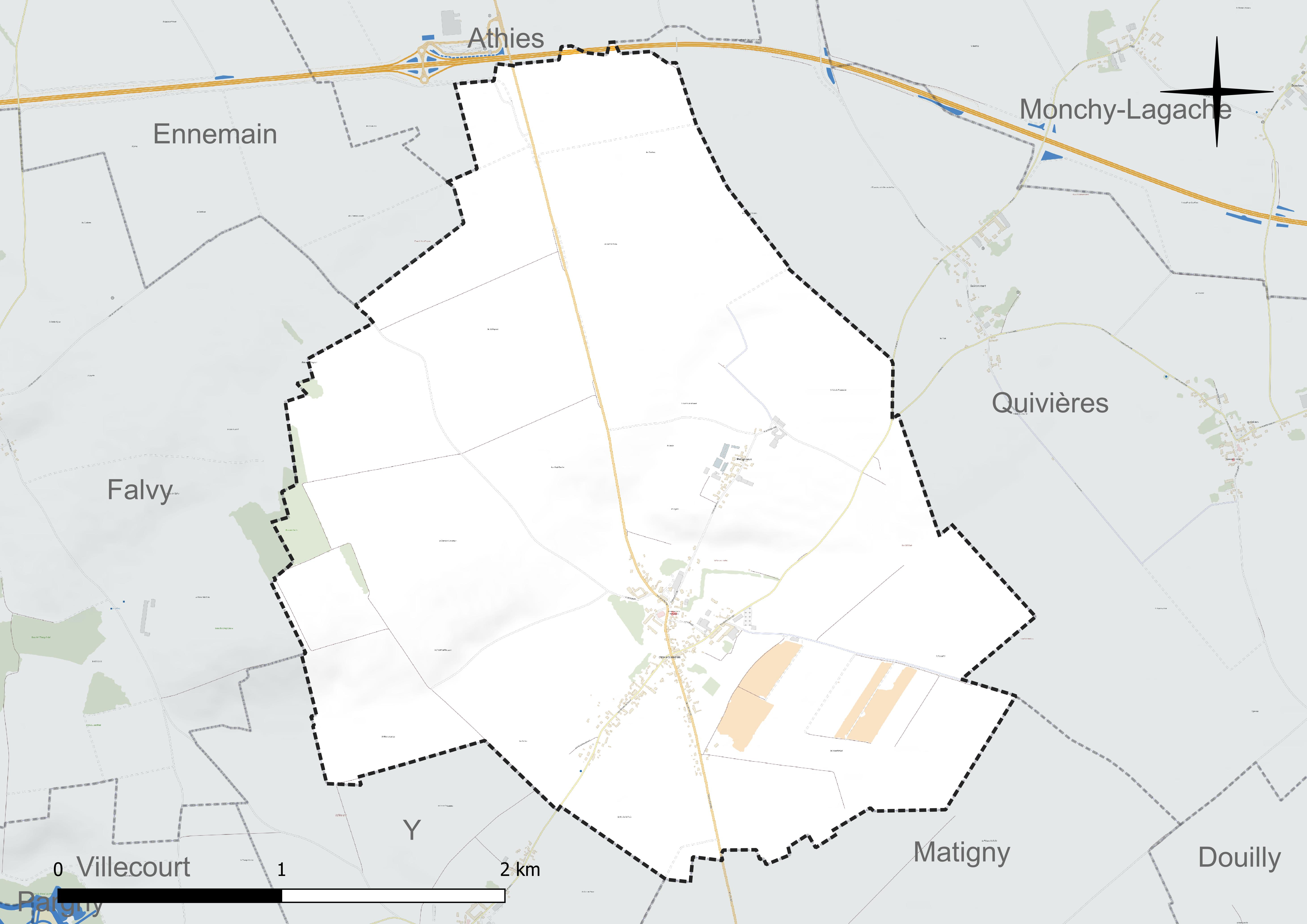
Réseau hydrographique de Croix-Moligneaux.

### Climat
Pour des articles plus généraux, voir Climat des Hauts-de-France et Climat de la Somme.
En 2010, le climat de la commune est de type climat océanique dégradé des plaines du Centre et du Nord, selon une étude du CNRS s'appuyant sur une série de données couvrant la période 1971-2000. En 2020, Météo-France publie une typologie des climats de la France métropolitaine dans laquelle la commune est exposée à un climat océanique et est dans la région climatique Nord-est du bassin Parisien, caractérisée par un ensoleillement médiocre, une pluviométrie moyenne régulièrement répartie au cours de l'année et un hiver froid (3 °C).
Pour la période 1971-2000, la température annuelle moyenne est de 10,4 °C, avec une amplitude thermique annuelle de 14,4 °C. Le cumul annuel moyen de précipitations est de 693 mm, avec 11,6 jours de précipitations en janvier et 8,9 jours en juillet. Pour la période 1991-2020, la température moyenne annuelle observée sur la station météorologique la plus proche, située sur la commune d'Estrées-Mons à 7 km à vol d'oiseau, est de 11,0 °C et le cumul annuel moyen de précipitations est de 647,5 mm,. Pour l'avenir, les paramètres climatiques de la commune estimés pour 2050 selon différents scénarios d'émission de gaz à effet de serre sont consultables sur un site dédié publié par Météo-France en novembre 2022.

## Urbanisme

### Typologie
Au 1er janvier 2024, Croix-Moligneaux est catégorisée commune rurale à habitat dispersé, selon la nouvelle grille communale de densité à sept niveaux définie par l'Insee en 2022.
Elle est située hors unité urbaine et hors attraction des villes,.

### Occupation des sols
L'occupation des sols de la commune, telle qu'elle ressort de la base de données européenne d'occupation biophysique des sols Corine Land Cover (CLC), est marquée par l'importance des territoires agricoles (93,7 % en 2018), une proportion identique à celle de 1990 (93,7 %). La répartition détaillée en 2018 est la suivante : 
terres arables (86,4 %), zones agricoles hétérogènes (7,3 %), zones urbanisées (6,3 %). L'évolution de l'occupation des sols de la commune et de ses infrastructures peut être observée sur les différentes représentations cartographiques du territoire : la carte de Cassini (XVIIIe siècle), la carte d'état-major (1820-1866) et les cartes ou photos aériennes de l'IGN pour la période actuelle (1950 à aujourd'hui).

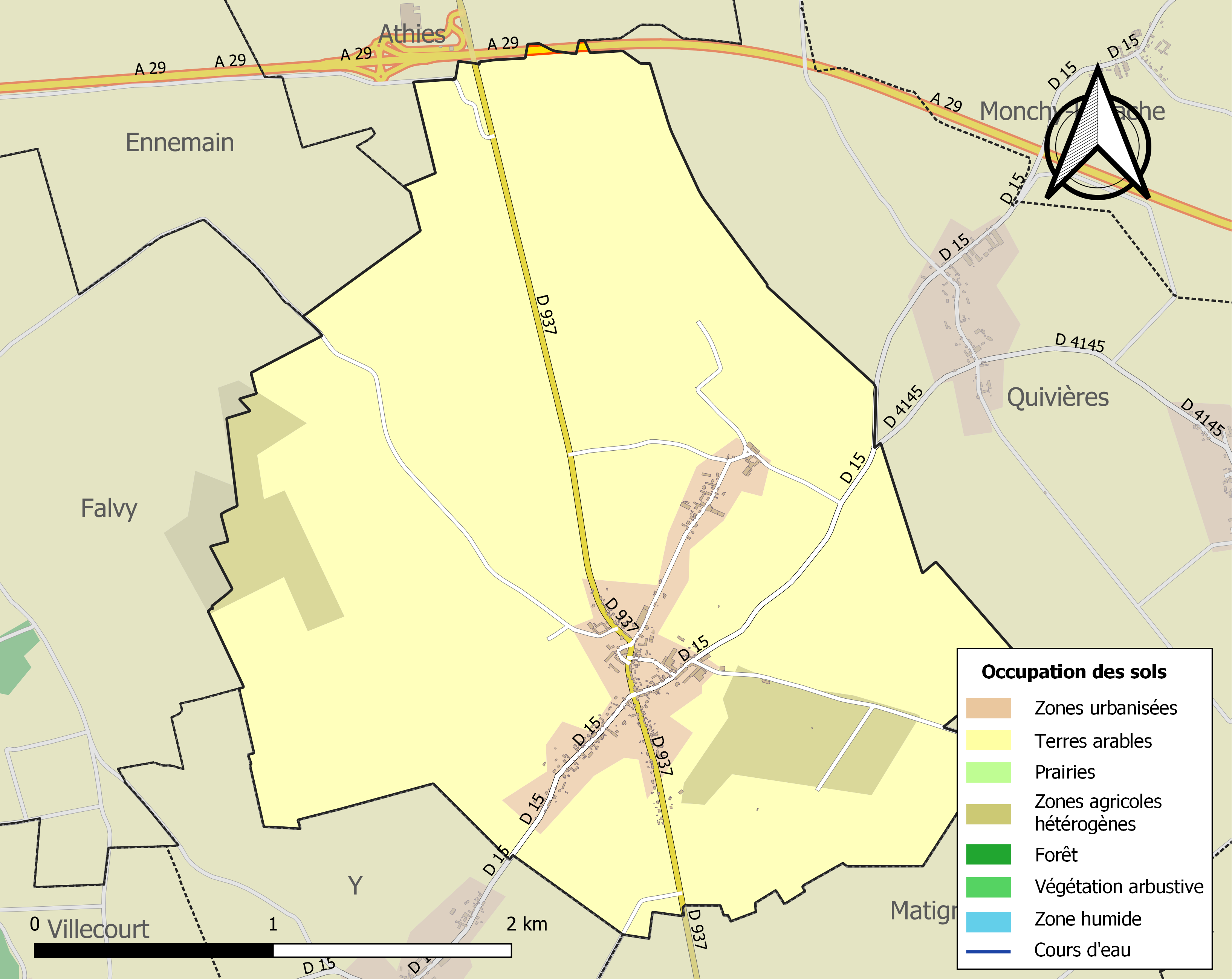
Carte des infrastructures et de l'occupation des sols de la commune en 2018 (CLC).

### Voies de communication et transports
La localité est desservie par les autocars du réseau inter-urbain Trans'80, Hauts-de-France (ligne no 50, Péronne - Matigny - Ham).

## Toponymie
Le nom de la localité est attesté sous les formes Cruces en 1024 ; Crux entre 1116 et 1190 ; Croiz au XIIe siècle ; Crois en 1242 ; Croy en 1567 ; Croix en 1648 ; Croys en 1710 ; Croix-Moligneux, Croix-lès-Matigny ; Croix-Molineau (M. Decagny. Etat du dioc.) ; Croix-Molignaux en 1801 ; Croix-Moligneaux entre 1846 et 1862.

Pluriel de l'oïl croix ; On serait fondé à en rechercher l'étymologie dans la piété des premiers habitants, qui en tracèrent les rues en forme de Croix: au centre de cette croix s'élevait encore, vers 1840, un marronnier séculaire qui disparut, lors de l'établissement de la route royale de Ham à Péronne.
Moligneaux, ancien hameau de l'ancienne commune de Mesnil-Saint-Quentin et de Croix, est attesté sous la forme Molineau vers 1567.
 
Ici se dressait le moulin de Mesnil-Saint-Quentin. Le nom pourrait venir de l'association de « moulin » et « eau » (molin et iau en vieux picard). D'ailleurs il y avait en ces lieux, à l'origine, une source, un étang et un ruisseau (flot Saint-Médard).

## Histoire
L'Institut national de recherches archéologiques préventives (INRAP) a installé son PC pour les travaux du canal Seine-Nord à Croix-Moligneaux.
Les fouilles archéologiques ont débuté fin septembre 2008 par un sondage diagnostic. Les travaux de construction du canal ne débuteront qu'après des fouilles sur l'ensemble du trajet. Il s'agit du plus important chantier de fouille de France sur 106 km de long et 2 450 hectares à explorer.
En octobre 2009, après une année de fouille sur 10 % de la surface d'emprise plus de cent sites archéologiques ont été découverts par la cinquantaine d'archéologues coordonnés par le PC de Croix-Moligneaux. Les découvertes vont du paléolithique moyen au Moyen Âge.
Le long de la RD 939, près de Marquion, une voie romaine et de nombreuses villas ainsi qu'un monument funéraire de l'âge de bronze ont été repérés.
Croix : le village est bâti sur une colline qui fut couverte de vignes introduites en Gaule sous l'empereur romain Probus.
Un pieu de justice[Quoi ?] se dressait à cet endroit à l'époque gallo-romaine. Le pieu est d'abord connu sous le terme latin de cruces (potences) qui se traduit ensuite en
« cruci » (croix).
Le village a déjà la qualité de paroisse sur un document du Xe siècle. Ceci est confirmé en 1015 quand Hardouin de Croÿ fit donation de la terre et de l'autel (altaria de crucibus) aux chanoines de Noyon.
Moligneaux : le hameau de Moligneaux est ce qui reste d'un village ruiné au XVe siècle, Mesnil Saint-Quentin.
Le Tortillard
Le village a été desservi de 1889 à 1948 par une gare sur la ligne de chemin de fer secondaire à voie métrique des chemins de fer départementaux de la Somme reliant Albert à Ham.
Première Guerre mondiale
Pendant une partie de la guerre, la commune est occupée par l'armée allemande. L'occupant détruit systématiquement le village,,.
Après sa reconquête, l'armée française communique sur les travaux de remise en état du village,,,, en partie par la croix-rouge américaine,, et de ses champs,,,,.
À la fin de la guerre, la commune est considérée comme totalement détruite. Elle a été décorée de la Croix de guerre 1914-1918 le 27 octobre 1920.

## Politique et administration

### Rattachements administratifs et électoraux
La commune se trouve dans l'arrondissement de Péronne du département de la Somme. Pour l'élection des députés, elle fait partie depuis 1958 de la cinquième circonscription de la Somme.
La commune fait partie depuis 1793 du canton de Ham. Dans le cadre du redécoupage cantonal de 2014 en France, ce canton, dont la commune fait toujours partie, est modifié, passant  de 19 à 67 communes.

### Intercommunalité
La commune faisait partie de la communauté de communes du Pays Hamois, qui succédait au district de Ham, créé en 1960, que Brouchy avait rejoint en 1961.
La loi portant nouvelle organisation territoriale de la République (Loi NOTRe) du 7 août 2015, prévoyant que les établissements publics de coopération intercommunale (EPCI) à fiscalité propre doivent avoir un minimum de 15 000 habitants, le schéma départemental de coopération intercommunale (SDCI) arrêté par le préfet de la Somme le 30 mars 2016 prévoit notamment la fusion des communautés de communes du Pays Hamois et celle du Pays Neslois, afin de constituer une intercommunalité de 42 communes groupant 20 822 habitants, et précise qu'il « s'agit d'un bassin de vie cohérent dans lequel existent déjà des migrations pendulaires entre Ham et Nesle. Ainsi Ham offre des équipements culturels, scolaires et sportifs (médiathèque et auditorium de musique de grande capacité, lycée professionnel, complexe nautique), tandis que Nesle est la commune d'accueil de grandes entreprises de l'agroalimentaire ainsi que de leurs sous-traitants ».
La fusion intervient le 1er janvier 2017 et la nouvelle structure, dont la commune fait désormais partie, prend le nom de communauté de communes de l'Est de la Somme,.

### Liste des maires
| Période                                  | Période                   | Identité       | Étiquette | Qualité                                                                               |
| ---------------------------------------- | ------------------------- | -------------- | --------- | ------------------------------------------------------------------------------------- |
| Les données manquantes sont à compléter. |                           |                |           |                                                                                       |
| 1983                                     | 2001                      | Bernard Brunel |           |                                                                                       |
| mars 2001                                | 2014                      | Yves Wilbert   |           |                                                                                       |
| mars 2014,                               | En cours (au 25 mai 2020) | Hervé Frizon   |           | Vice-président de la CC de l'Est de la Somme (2017 → ) Réélu pour le mandat 2020-2026 |

## Population et société

### Démographie
L'évolution du nombre d'habitants est connue à travers les recensements de la population effectués dans la commune depuis 1793. Pour les communes de moins de 10 000 habitants, une enquête de recensement portant sur toute la population est réalisée tous les cinq ans, les populations de référence des années intermédiaires étant quant à elles estimées par interpolation ou extrapolation. Pour la commune, le premier recensement exhaustif entrant dans le cadre du nouveau dispositif a été réalisé en 2007.

En 2022, la commune comptait 270 habitants, en évolution de −6,25 % par rapport à 2016 (Somme : −1,26 %, France hors Mayotte : +2,11 %).
| 1793 | 1800 | 1806 | 1821 | 1831 | 1836 | 1841 | 1846 | 1851 |
| ---- | ---- | ---- | ---- | ---- | ---- | ---- | ---- | ---- |
| 590  | 523  | 526  | 519  | 517  | 503  | 507  | 485  | 505  |

| 1856 | 1861 | 1866 | 1872 | 1876 | 1881 | 1886 | 1891 | 1896 |
| ---- | ---- | ---- | ---- | ---- | ---- | ---- | ---- | ---- |
| 506  | 503  | 470  | 481  | 475  | 516  | 496  | 488  | 469  |

| 1901 | 1906 | 1911 | 1921 | 1926 | 1931 | 1936 | 1946 | 1954 |
| ---- | ---- | ---- | ---- | ---- | ---- | ---- | ---- | ---- |
| 425  | 424  | 442  | 288  | 379  | 375  | 351  | 373  | 390  |

| 1962 | 1968 | 1975 | 1982 | 1990 | 1999 | 2006 | 2007 | 2012 |
| ---- | ---- | ---- | ---- | ---- | ---- | ---- | ---- | ---- |
| 349  | 324  | 344  | 289  | 299  | 308  | 307  | 307  | 315  |

| 2017 | 2022 | - | - | - | - | - | - | - |
| ---- | ---- | - | - | - | - | - | - | - |
| 278  | 270  | - | - | - | - | - | - | - |

### Enseignement
Le syndicat intercommunal scolaire des 9 clochers (SISCO) regroupe en 2018 les élèves de Croix-Moligneaux, Douilly, Matigny, Offoy, Quivières, Sancourt, Ugny-l'Équipée , Voyennes et Y.

## Culture locale et patrimoine

### Lieux et monuments
- L'église saint Médard[50], édifiée au XIIe siècle. Elle est de style roman / transition gothique. L'importance de l'édifice s'explique par les revenus considérables dont jouissait le chapitre de chanoines  de la cathédrale Notre-Dame de Noyon, co-seigneur du domaine de Croix.

La tour d'origine s'écroula et fut reconstruite au XVIIe siècle, puis à nouveau, après les destructions,,, de la Première Guerre mondiale. Le chœur actuel date du XIIIe siècle. Le remarquable porche Renaissance (XVIe siècle) est adossé à la deuxième travée du bas-côté sud. Il s'ouvre par un grand arc de plein-cintre à l'archivolte ornée de losanges. Le portail sud est classé Monument historique
L'intérieur offre de très beaux vitraux, de puissants piliers qui soutiennent une voûte hardie et élevée et un imposant maître-autel en bois, entièrement ouvragé d'élégantes sculptures aux délicats détails de style XVIIe siècle (classé à l'inventaire des monuments historiques).
- Monument dédié au lieutenant de vaisseau Georges Feltz, aviateur français, et son radio, le second-maître Albert Nelias, abattus sur la commune le 20 mai 1940 par la chasse allemande lors de la bataille de France[56].
- Vieux colombier.

### Personnalités liées à la commune
André Audinot, né le 23 septembre 1933 à Monchy-Lagache près de Croix-Moligneaux, décédé le 18 avril 1986 à Paris, patron de presse et député de la Somme de 1973 à 1986.
Charles Antoine Isebe né le 24 juin 1774 à Croix Moligneaux, décédé le 27 avril 1856 à Croix Moligneaux, Samarien sous l'empire, Capitaine d'infanterie, chevalier de la légion d'honneur.

### Héraldique
| Blason de Croix-Moligneaux | Blason  | De gueules à la croix cramponnée vers dextre d'argent. |
| Blason de Croix-Moligneaux | Détails | Le statut officiel du blason reste à déterminer.       |